# Dia Mundial de Combate ao Câncer
O Dia Mundial de Combate ao Câncer é comemorado anualmente em 4 de fevereiro visando aumentar a conscientização sobre o câncer e incentivar sua preservação, na descoberta e possibilitar que as pessoas tenham tratamento. Esse Dia Mundial de Combate ao Câncer foi criado pela União Internacional Contra o Câncer (UICC), para apoiar os objetivos da Declaração Mundial do Câncer, lançada em 2008. O principal objetivo é reduzir significativamente as mortes causadas pelo câncer e é uma oportunidade para mobilizar a comunidade internacional para acabar com as injustiças e o sofrimento evitável pela mesma.
Essa data visa em acabar com a desinformação, aumenta a conscientização e reduz o estigma. Várias iniciativas são realizadas no Dia Mundial de Combate ao Câncer para mostrar apoio às pessoas afetadas pelo câncer. Um desses movimentos é #NoHairSelfie, um movimento mundial para que os participantes raspem suas cabeças fisicamente ou virtualmente para demostrar um símbolo de coragem para aqueles que estão sendo tratados com câncer. Imagens dos participantes são compartilhadas nas mídias sociais. Centenas de eventos ao redor do mundo também acontecem.

## Temas do Dia Mundial de Combate ao Câncer
Em 2016, o Dia Mundial de Combate ao Câncer começou uma campanha de três anos com o tema "Nós podemos. Eu posso.", que explorou o poder de ações coletivas e individuais para reduzir o impacto do câncer. Antes de 2016, os temas da campanha incluíam "Não Além de Nós" (2015) e "Desmascarar os Mitos" (2014).
Começou, em 2019, o novo tema de campanha.
| Ano         | Tema                               |
| ----------- | ---------------------------------- |
| 2019 - 2021 | "Eu Sou e Eu Vou."                 |
| 2016 - 2018 | "Nós Podemos. Eu posso."           |
| 2015        | Não Além de Nós                    |
| 2014        | Desmascarar os Mitos               |
| 2013        | Mitos do Câncer - Conheça os Fatos |
| 2012        | Juntos, vamos fazer algo           |
| 2011        | O câncer pode ser prevenido        |